# Gonzalo Sánchez Gómez
Gonzalo Sánchez Gómez (El Líbano, Tolima, Colombia, 1 de agosto de 1945), Historiador, abogado, filósofo y escritor colombiano, reconocido por sus estudios y aportes para el entendimiento del conflicto y la violencia en Colombia, perteneciendo a un grupo de investigadores e investigadoras que se ha bautizado como los “violentólogos” Sus aportes le han merecido varias distinciones, entre las que destaca la Martin Diskin Memorial Lectureship otorgada por la Latin American Studies Association en el año 2000 y el premio nacional de Paz, en la categoría de Liderazgo por la Paz en la decimoctava versión del Premio en 2016.
Formado como abogado y filósofo en la Universidad Nacional de Colombia, magíster de la Universidad de Essex, Inglaterra; doctor en sociología política de la Escuela de Estudios Superiores en Ciencias Sociales de París, Francia. Profesor de la Universidad Nacional de Colombia. Profesor invitado en varias universidades del extranjero. Fundador y líder del grupo de memoria histórica de la Universidad Nacional, miembro y coordinador de varias comisiones sobre la memoria histórica en el país, se desempeñó como director general del Centro de Memoria Histórica de Colombia entre el 2011 y el año 2018.
Ha sido Profesor invitado del Departamento de Historia de la Universidad de Duke , en Estados Unidos; en la Sorbona y en la Escuela de Altos Estudios de Paris; en el Instituto de Estudios Latinoamericanos de la Universidad de Texas; en el University College de Londres y en el Institute of Advanced Studies de Bristol, Inglaterra.
Investigador y escritor, con una larga trayectoria investigando el conflicto en Colombia y documentando sus efectos, en una variada producción de libros y artículos, algunos de ellos traducidos al inglés y al francés. En su labor confluye una perspectiva histórica y colectiva de memoria, un marcado interés por aportar mediante ello a la Paz en el país, con un reconocimiento de las víctimas como sujeto central en la construcción de este relato.
Actualmente se cuentan de su autoría más de 30 libros, 32 capítulos de libro, diversos escritos y artículos en revistas indexadas. Las temáticas que ha desarrollado son varias; giran en torno a las luchas y movimientos obreros, campesinos e indígenas, las violencias desde una óptica nacional, regional y partidista, la cuestión agraria, la insurgencia guerrillera, la contrainsurgencia, las desapariciones forzadas y el secuestro, las comisiones de paz, las doctrinas militares y los derechos humanos, la relación de la memoria con el psicoanálisis y el arte, entre otros. 

## Biografía

### Infancia
Sánchez Gómez, nacido en un entorno rural, vive una infancia difícil, junto a su madre Magdalena, su padre Moisés y sus hermanos, en medio de la violencia de la época, marcada por la polarización política entre liberales y conservadores, fenómeno que impulsa un proceso de desplazamiento que afecta a su  familia como a muchas otras en la Colombia de comienzos de los años cincuenta y que les obliga a buscar refugio temporalmente en la ciudad de Bogotá. Posterior a ello, retornan a su natal Tolima donde continua su infancia rodeado de un ambiente permanentemente asediado por la violencia:  
“Crecí con la Violencia como parte de mi mundo natural”, diría el propio Gonzalo en un texto denominado El inacabado proceso de formación de un historiador, escrito en el marco del Instituto de Estudios Políticos y Relaciones Internacionales (IEPRI), Universidad Nacional de Colombia en Noviembre del año 2003.
Sin embargo, la situación antes relatada, no impide que su madre, obrando como maestra rural autodidacta, creara una escuela; donde le enseñó sus primeras letras, al igual que a otros niños de veredas cercanas. Al respecto él mismo manifestó:
“Ella (su madre), con su padre de espíritu liberal, le inculcaron el amor al trabajo y la importancia de la educación”, de esta forma su infancia y su familia forjarían su espíritu social”.

### Juventud y estudios superiores
Tras terminar sus estudios de secundaria, aceptado en la Universidad Nacional de Colombia en Bogotá, se integra en la Facultad de Filosofía y Letras, y la Facultad de Derecho, Ciencias Políticas y Sociales, para comenzar su formación como abogado y filósofo en forma paralela, etapa en la cual incursionó, por lo tanto, en el mundo de la Literatura y el Derecho, sin develar aún, su interés como investigador por el pasado social y político, aunque ya se manifiesta en él, una marcada vocación humanista.

Como estudiante, destaca académicamente en su promoción por lo que obtiene una beca para viajar a Inglaterra a realizar estudios de maestría en 1972. Sería en esta instancia que Gonzalo abre un proceso de reconocimiento de la temática de violencia como objeto de estudio y a la luz del proyecto de tesis que debía cubrir. En torno a lo ello diría:
“mi preocupación intelectual directa por el tema (de la violencia) como objeto de reflexión surgió paradójicamente estando en el exterior”
Fue así como en el último cuarto del siglo XX un encuentro fortuito proyectó su popularidad en los círculos universitarios. Al regreso de Inglaterra, visitando su tierra natal, El Líbano, cuando estaba con la idea de realizar un trabajo de campo y tras las huellas de las luchas agrarias en los años 20 y 30, que se encontró con la memoria de los libaneses, la de aquellos que habían sobrevivido a otra "violencia", que él mismo no había conocido: la de Los Bolcheviques del Líbano. Un encuentro con la Historia. 
En este  viaje, se encuentra con los hermanos Galvis, quienes realizaban una investigación en la que se involucra y que se convertiría en su primer libro, uno de los más reconocidos en su labor como investigador: Los bolcheviques del Líbano, editado en 1976 y más adelante, 1985, incluido en el libro Ensayos de historia social y política, de Ancora editores.
Esta obra lo llevaría a replantearse el marco referencial del fenómeno de la violencia en el país. Sería ese el comienzo firme de una carrera como investigador que lleva ya más de 50 años.
Una vez culminada la maestría, sus libros ya contaban con un reconocimiento académico y una fuerza política impresionante. Su texto sobre las ligas campesinas, al igual que el de los bolcheviques, se distribuyeron entre las asociaciones de usuarios campesinos de la Costa Atlántica antes de que llegaran a las librerías. "En el Líbano, Tolima, en la tienda de un hermano los campesinos pedían una libra de arroz, una libra de panela, un ejemplar de “Bolcheviques” y uno de “Bandoleros'".

El autor establece por entonces, un vínculo muy importante, con la asociación nacional de usuarios campesinos-ANUC- situación que permite el desarrollo posterior de una investigación en torno a luchas campesinas, frente a lo cual se propone una ética de trabajo que conduce su labor hasta hoy:
“…Yo con los recursos que tengo como historiador, cómo puedo aportar al debate nacional, no solamente es producir un conocimiento, tratar de rescatar esa historia del país, sino, tratar de alguna manera que ese pasado se vuelva un elemento de reflexión para el presente”
Así ha pensado sus trabajos y aportes de diversa naturaleza. En referencia a esto, años más tarde y más adentrado en temas de memoria en torno al conflicto, dada su experiencia en el Centro Nacional de Memoria Histórica, en el marco de la audiencia pública, para la Jurisprudencia especial para la paz- JEP, diría:
…” hay que admitir que los contextos sociales y los contextos políticos transforman las interpretaciones de los sentidos de lo que ha pasado, sobre todo, porque en términos de la memoria del conflicto nos estamos planteando no solamente sobre un examen al pasado, sino sobre las posibilidades del futuro” 

### Vida profesional
Durante muchos años, se desempeña como profesor en la Universidad Nacional, donde dirigió el Departamento de Historia y el Instituto de Estudios Políticos y Relaciones Internacionales ([IEPRI]). Formando parte de una generación de académicos en la que se distinguen Salomón Kalmanovich, Marco Palacios, Jesús Antonio Bejarano, Catherine Legrand, Darío Fajardo, Gonzalo Arango, Absalón Machado, entre otros.
Entre sus múltiples trabajos se cuentan: Bandoleros, gamonales y campesinos sobre la época de La Violencia (en coautoría con la investigadora Donny Meertens) y Colombia: violencia y democracia, que fue encargado en 1987 por la Comisión de Estudios de la Violencia creada por Virgilio Barco y liderada por el entonces Ministro de Gobierno Fernando Cepeda Ulloa (estudio que le dio su nombre a los “violentólogos”).
En 2007 fue nombrado director del Grupo de Memoria Histórica, un grupo de investigación sobre el conflicto vinculado a la Comisión Nacional de Reparación y Reconciliación (CNRR), junto con otros reconocidos investigadores como Iván Orozco, María Victoria Uribe, León Valencia, Martha Nubia Bello, Rodrigo Uprimny, Álvaro Camacho Guizado, el sacerdote Fernán González -que lideró el Cinep-, María Emma Wills y el fotógrafo Jesús Abad Colorado.
El grupo de Memoria Histórica genera más de una veintena de informes sobre memoria y conflicto, incluyendo casos emblemáticos como las masacres paramilitares de Bahía Portete, Trujillo, Segovia, El Salado y La Rochela, la masacre de las Farc en Bojayá o el éxodo de San Carlos.
En el marco de la Ley de Víctimas, el año 2011 el gobierno colombiano, crea el Centro de Memoria Histórica, Sánchez es nombrado director de la entidad, dándole un impulso más institucional al trabajo de reconstrucción de la memoria del conflicto y adentrándose en un trabajo que lo acercaría de forma significativa al relato de las víctimas.
El año 2013 lanzan el ¡Basta ya!, informe general sobre el conflicto por mandato de la Ley de Justicia y Paz.
En 2016, el Sistema Nacional de Investigaciones de Colciencias lo distinguió como Investigador Emérito, junto con un grupo avalado por el Colegio Máximo de Academias y creado en 2015, en el cual se incluyeron 76 investigadores mayores de 65 años de distintas áreas, que por su labor habían logrado "una trayectoria, aportes y producción científica de alta calidad para el desarrollo del país y para la formación de nuevos investigadores".
Este mismo año, recibe el Premio Nacional de Paz (2016), este reconocimiento nacional destaca en el profesor Gonzalo Sánchez su “compromiso y labor investigativa que ha constituido un aporte invaluable al estudio de la violencia en Colombia, resaltando la memoria como un componente fundamental para la reparación de las víctimas y la reconciliación”. Una labor que ha desarrollado durante más de 30 años, dedicando su vida para investigar sobre el conflicto armado en Colombia y el papel preponderante de las víctimas dentro de esta larga guerra. Las entidades que otorgan el Premio Nacional de Paz son el Programa de las Naciones Unidas para el Desarrollo (PNUD), Friedrich Ebert Stiftung en Colombia (FESCOL), El Tiempo, Caracol Radio, Caracol Televisión, Proantioquia y Alquería, como una distinción al esfuerzo y compromiso con la construcción de la paz en Colombia.
Ha sido Profesor invitado en el Departamento de Historia de la Universidad de Duke, en Estados Unidos; en la Sorbona y en la Escuela de Altos Estudios de Paris; en el Instituto de Estudios Latinoamericanos de la Universidad de Texas; en el University College de Londres, y en el Institute of Advanced Studies  de Bristol, Inglaterra.

## Obras
El trabajo de Sánchez, se encuentra plasmado en libros de su autoría, artículos, informes y entrevistas de amplio acceso. 
Algunas de sus publicaciones son:

### Libros
Sánchez, Gonzalo. (1976). 1929: Los Bolcheviques del Líbano, crisis mundial, transición capitalista y rebelión rural en Colombia. Ediciones El Mohán, Bogotá.
Sánchez, Gonzalo. (1977). Las ligas campesinas en Colombia. Bogotá: Tiempo Presente.
Sánchez, Gonzalo. (1988). Colombia, violencia y democracia : informe. Bogotá : Universidad nacional de Colombia.
Sánchez, Gonzalo y Ricardo Peñaranda, (Comp.) (1991) Pasado y Presente de la Violencia en Colombia. Bogotá: Cerec. 
Sánchez, Gonzalo y Donny Meertens (1983) Bandoleros, gamonales y campesinos. El caso de la violencia en Colombia Bogotá: El Ancora Editores. 
Sánchez, Gonzalo (2008) “Verdad y memoria del conflicto” Conferencia presentada en el Woodrow Wilson International Center for Scholars. Washintong, D.C, octubre 15
Sánchez, Gonzalo y Ricardo Peñaranda (2020) Pasado y presente de la violencia en Colombia. 
Sánchez, Gonzalo (2020) Memorias, subjetividades y política. Editorial Crítica
Sánchez, Gonzalo (2021) Caminos de guerra, utopías de paz. Colombia: 1948-2020. Editorial Crítica

### Artículos
- Gonzalo Sánchez Gómez y Ricardo Peñaranda (Compiladores): Pasado y presente de la Violencia en Colombia, CEREC, Bogotá, 1987.
- Gonzalo Sánchez Gómez, Guerra y política en la sociedad colombiana, análisis político No. 11 SEP/DIC 1990, INSTITUTO DE ESTUDIOS POLÍTICOS Y RELACIONES INTERNACIONALES (IEPRI), UNIVERSIDAD NACIONAL DE COLOMBIA.
- Gonzalo Sánchez Gómez, Diez paradojas y encrucijadas de la investigación histórica en Colombia, Universidad de los Andes, 1993, Historia Crítica.
- Gonzalo Sánchez Gómez, Paz y violencia, las lecciones del Tolima, 1993, Historia Crítica.
- Gonzalo Sánchez Gómez, Colombia: violencias sin futuro, Foro Internacional 1998.
- Gonzalo Sánchez Gómez, (2000). War and Politics in Colombian Society. International Journal of Politics, Culture, and Society, 14(1), 19–49.
- Gonzalo Sánchez Gómez, Guerra prolongada negociaciones inciertas (2000).
- Gonzalo Sánchez Gómez (2001) El compromiso social y político de los intelectuales, Journal of Iberian and Latin American Research, 7:2, 133-150, DOI: 10.1080/13260219.2001.10430034
- Gonzalo Sánchez Gómez, El Inacabado Proceso De Formación De Un Historiador, Instituto de Estudios Políticos y Relaciones Internacionales (IEPRI), Universidad Nacional de Colombia, Noviembre 2003.
- Gonzalo Sánchez Gómez, Los psicoanalistas, la guerra y la memoria, Reflexiones con motivo del lanzamiento del N° 4 de la revista Desde el Jardín de Freud, dedicado al tema de “Memoria, olvido, perdón, venganza”. análisis político n° 54, Bogotá, mayo-agosto, 2005: págs. 81-87.
- Gonzalo Sánchez Gómez y María Elvira Escallón, Memoria, imagen y duelo. Conversaciones entre una artista y un historiador, análisis político n˚ 60, Bogotá, mayo-agosto, 2007: págs. 60-96.
- Gonzalo Sánchez Gómez (2008). Tiempos de Memoria, Tiempos de Víctimas. Análisis Político, 21 (63), 3-21. Retrieved 16 de julio de 2022,
- Gonzalo Sánchez Gómez, Una Guerra con Pasado pero sin Futuro. REVISTA SEMANA 30 AÑOS, 2012/08/25.
- Gonzalo Sánchez Gómez, Un camino sin más muertos, (En Colaboración con María Isabel Cristina González  Publicado en Revista Arcadia N130, julio-agosto 2016.
- Gonzalo Sánchez Gómez. (2018). Raíces históricas de la amnistía o las etapas de la guerra en Colombia.
- Gonzalo Sánchez Gómez, Testimonio Justicia y Memoria. (2018). Testimonio, Justicia y Memoria. Reflexiones preliminares sobre una trilogía actual. Estudios Políticos (Universidad de Antioquia), 53, pp. 19-47.
- Gonzalo Sánchez Gómez, Reflexiones sobre Genealogía y Políticas de la Memoria en Colombia. análisis político nº 92, Bogotá, enero-abril, 2018: págs. 96-114.
- Gonzalo Sánchez Gómez ,Charles Bergquist: historia vivida, historia pensada, 2021.